# Aleksiej Marfin
Aleksiej Iljicz Marfin (ros. Алексе́й Ильи́ч Ма́рфин; ur. 1912 we wsi Troickoje w guberni orenburskiej, zm. 26 grudnia 1989) – radziecki polityk, członek KC KPZR (1952-1956).

## Życiorys
1932 wstąpił do WKP(b), 1934-1936 służył w Armii Czerwonej, 1936-1939 kolejno sekretarz, II sekretarz i I sekretarz rejonowego komitetu Komsomołu w obwodzie orenburskim/obwodzie czkałowskim. 1939-1940 słuchacz Wyższej Szkoły Organów Partyjnych przy KC WKP(b), od 1940 do września 1943 instruktor i organizator odpowiedzialny Wydziału Organizacyjno-Instruktorskiego KC WKP(b). Od 25 września 1943 do 16 kwietnia 1948 I sekretarz Komitetu Obwodowego w Riazaniu, 1948-1951 słuchacz Wyższej Szkoły Partyjnej przy KC WKP(b), od września 1952 do stycznia 1954 I sekretarz Komitetu Obwodowego WKP(b)/KPZR w Kostromie, od 14 października 1952 do 14 lutego 1956 członek KC KPZR. 1957-1959 sekretarz, a 1959-1963 II sekretarz Komitetu Obwodowego KPZR w Woroneżu. Deputowany do Rady Najwyższej ZSRR 2 kadencji. Odznaczony Orderem Wojny Ojczyźnianej I klasy i Orderem Czerwonego Sztandaru Pracy.